# Lecithocera oxycona
Lecithocera oxycona – gatunek motyli z rodziny Lecithoceridae i podrodziny Lecithocerinae.
Gatunek ten opisany został w 1910 roku przez Edwarda Meyricka, który jako miejsce typowe wskazał okolice Kodava Nadu, Gooty i Konkan w Indiach.
Motyl o białawoochrowej głowie, u samca z brunatoszarą wstawką pośrodku twarzy. Czułki ochrowobiałe, głaszczki białawoochrowo-brunatoszare, a tułów ciemnobrunatoszary z ochrowobiałym przodem i patagiami. Przednie skrzydła o rozpiętości 11 mm wydłużone, o krawędzi kostalnej delikatnie łukowatej, wierzchołku tępym, a termenie mocno skośnie zaokrąglonym. Barwa skrzydeł przednich ciemnobrunatoszara z białawoochrowym pasem wzdłuż brzegu kostalnego. Tylne skrzydła i strzępina przednich szare, zaś strzępina tylnych ochrowobiaława, szarzejąca ku nasadzie. Odwłok białawoszary z ochrowobiaławą kępką włosków na końcu.
Gatunek endemiczny dla południowych Indii.